# Annie, la reine du cirque
Pour les articles homonymes, voir Annie Get Your Gun.
Pour plus de détails, voir Fiche technique et Distribution.
Annie, la reine du cirque (Annie Get Your Gun) est un film musical américain réalisé par George Sidney sorti en 1950, d'après la comédie musicale de Herbert et Dorothy Fields, paroles et musique de Irving Berlin, créée en 1946.

## Synopsis
Annie Oakley (Betty Hutton), jeune fille extrêmement douée avec sa carabine, est remarquée par Buffalo Bill (Louis Calhern) et intègre le Wild West Show. Pour le spectacle elle est confrontée à Frank E. Butler (en) (Howard Keel), la star du tir à qui elle vole rapidement la vedette. Malgré la rivalité professionnelle, une histoire d'amour naît entre les deux tireurs.

## Fiche technique
- Titre français : Annie, la reine du cirque
- Titre original : Annie Get Your Gun
- Réalisation : George Sidney, assisté de John Waters (non crédité)
- Scénario : Sidney Sheldon d'après la comédie musicale de Dorothy et Herbert Fields
- Musique : Irving Berlin, Roger Edens (non crédité)
- Direction musicale : Adolph Deutsch
- Chorégraphie : Robert Alton
- Photographie : Charles Rosher
- Montage : James E. Newcom
- Décors : Cedric Gibbons et Paul Groesse
- Costumes : Walter Plunkett et Helen Rose
- Production déléguée : Arthur Freed et Roger Edens
- Société de distribution : MGM
- Pays de production :  États-Unis
- Langue originale : anglais
- Format : couleurs (Technicolor) - 1,37:1 - son mono (Western Electric Sound System)
- Genre : western, biographique, musical
- Durée : 107 minutes
- Dates de sortie : 
  - États-Unis : 17 mai 1950
  - France : 29 mai 1951

## Distribution
- Betty Hutton (V.F : Claude Daltys) : Annie Oakley
- Howard Keel  (V.F : Roland Ménard) : Frank Butler
- Louis Calhern  (V.F : Pierre Morin) : Colonel Buffalo Bill Cody
- J. Carrol Naish : Sitting Bull
- Edward Arnold  (V.F : Christian Argentin) : Pawnee Bill
- Keenan Wynn  (V.F : Marc Cassot) : Charlie Davenport
- Benay Venuta : Dolly Tate
- Clinton Sundberg : Foster Wilson

Acteurs non crédités
- Evelyn Beresford : la reine d'Angleterre Victoria (Victoria (reine))
- André Charlot : le président français Émile Loubet
- Mae Clarke : Mme Adams, une invitée à la fête
- Elizabeth Flournoy : Helen
- John Hamilton : le capitaine du bateau
- John Mylong : Empereur Guillaume II
- Anne O'Neal : Mlle Willoughby
- William Tannen : l'aboyeur
- Chief Yowlachie : Little Horse
- John War Eagle (en) : un Indien

## Commentaires
- Le personnage d'Annie Oakley avait déjà été la vedette du film La Gloire du cirque (Annie Oakley) de George Stevens sorti en 1935 avec Barbara Stanwyck.
- Le rôle-titre a été créé sur scène par Ethel Merman (Annie du Far West).
- Le tournage commença avec Judy Garland dans le rôle d'Annie, Frank Morgan dans le rôle de Buffalo Bill et Busby Berkeley à la réalisation. Busby Berkeley renonça devant les absences répétées de Judy Garland pour maladie. Il fut remplacé par Charles Walters, viré au bout de quelques semaines au profit de George Sidney. Quant à Frank Morgan, il mourut subitement après avoir tourné sa scène d'ouverture.